# Tony Parker

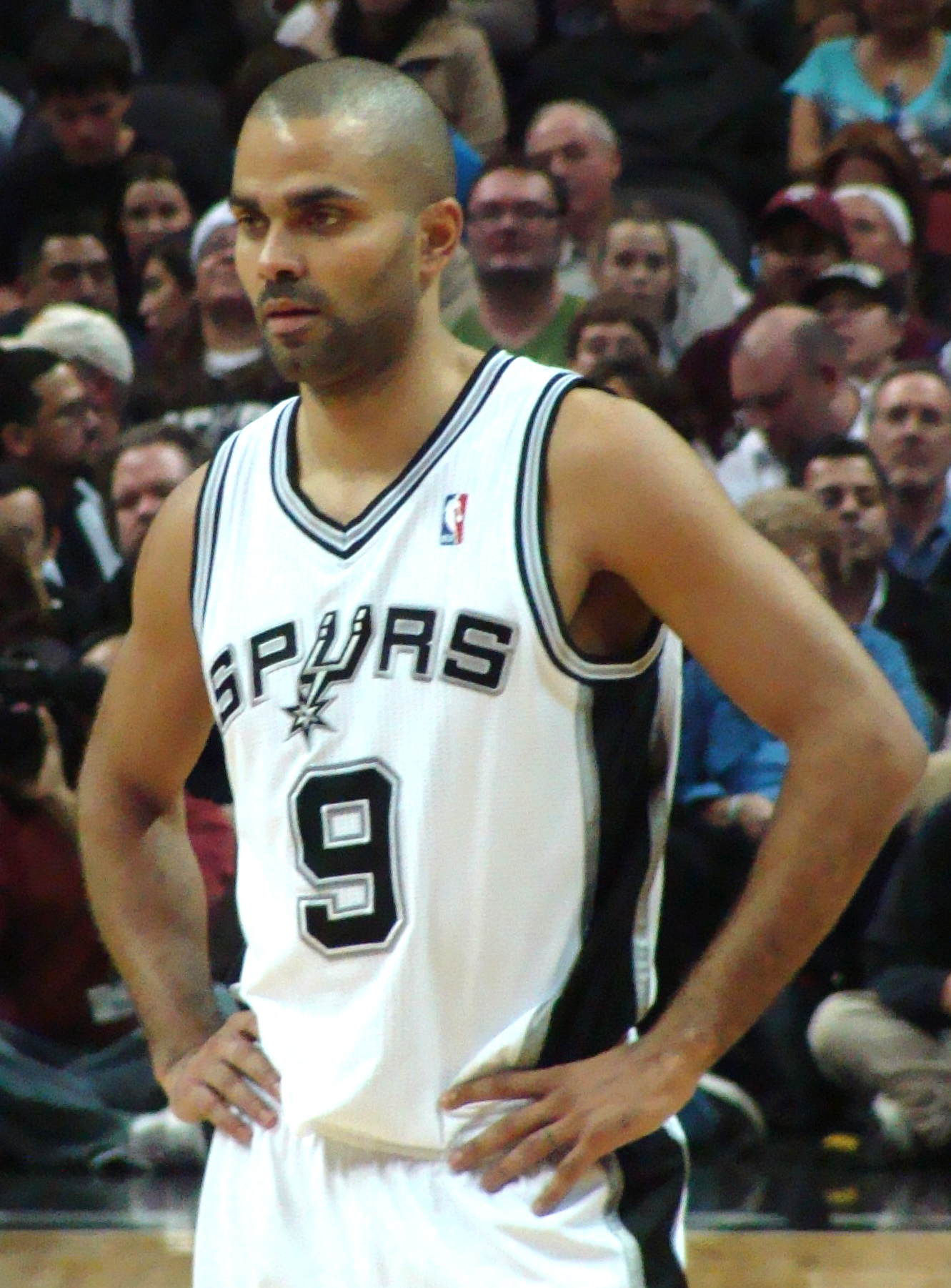
Parker verbrachte 17 seiner 18 Profijahre mit den Spurs

William Anthony „Tony“ Parker Jr. (* 17. Mai 1982 in Brügge, Belgien) ist ein ehemaliger französischer Basketballspieler. Der 1,85 Meter große Parker spielte von 2001 bis 2018 bei den San Antonio Spurs, mit denen er viermal die Meisterschaft gewann. Als erster Europäer überhaupt wurde er 2007 als wertvollster Spieler einer NBA-Finalserie ausgezeichnet. Zum Schluss seiner Laufbahn lief er eine Saison lang für die Charlotte Hornets auf. Parker war bis zu seinem Rücktritt 2016 zudem der Star der französischen Basketballnationalmannschaft, mit der er 2013 Europameister wurde und zwei Jahre zuvor das EM-Finale erreicht hatte. Anlässlich seines Rücktritts im Juni 2019 wurde er als der beste Spieler in der Geschichte des französischen Basketballsports bezeichnet. 2023 wurde er als Spieler in die Naismith Memorial Basketball Hall of Fame aufgenommen.

## Vereinskarriere

### San Antonio Spurs (2001 bis 2018)
Im NBA Draft 2001 wählten die San Antonio Spurs Parker an 28. Stelle und mit seinen knapp 19 Jahren war er der jüngste Spieler in der Vereinsgeschichte. In San Antonio traf Parker auf Tim Duncan, der bereits ein Superstar in der Liga war. Die Spurs gehörten mit Duncan zu den Favoriten auf den NBA-Titel. Er begann seine NBA-Karriere als Ersatzmann von Antonio Daniels, wurde jedoch nach fünf Spielen bereits in die Startaufstellung befördert. Bei seinem Debüt gegen die Los Angeles Clippers am 30. November 2001 wurde er zum dritten französischen Basketballspieler, der je an einem NBA-Spiel teilgenommen hat. In seinem ersten Jahr konnte er 9,2 Punkte, 4,3 Assists und 2,6 Rebounds pro Spiel verzeichnen. Er führte die Spurs in Assists und Steals an und wurde als erster nicht-amerikanischer Aufbauspieler in das NBA All-Rookie First Team 2002 gewählt. In seinem zweiten Jahr startete Parker in allen 82 Spielen der regulären Saison und konnte sich merklich steigern (15,5 Punkte, 5,3 Assists und 2,6 Rebounds pro Spiel). Er wurde als Sophomore zur Teilnahme an der Rookie Challenge eingeladen. Die Spurs erreichten in dieser Saison nicht nur die Playoffs, sondern gewannen auch die NBA-Meisterschaft 2003. Von der Sportzeitung L’Équipe wurde er daraufhin zu Frankreichs Sportler des Jahres („Champion des champions“) 2003 gekürt.
Obwohl die Spurs die Meisterschaft gewinnen konnten, gab es Zweifel über Parkers Zukunft bei den Texanern. Die Spurs spielten mit dem Gedanken, sich Jason Kidd von den New Jersey Nets zu holen, entschieden sich aber dagegen. Die Spurs schafften es in der kommenden Saison erneut in die Playoffs, doch sie mussten sich in der zweiten Runde den Los Angeles Lakers geschlagen geben. Erst eine Saison später, 2004–2005, bemerkte man wieder eine deutliche Leistungssteigerung bei Parker. 16,6 Punkte, 6,1 Assists und 3,7 Rebounds pro Spiel machten ihn zu einem der besten Point Guards der Liga. Seine Rolle in den Playoffs wuchs, und er spielte eine wichtige Rolle in den Siegen über die Denver Nuggets, Seattle SuperSonics und die Phoenix Suns auf dem Weg in die Endspielserie. Dort standen die Spurs den titelverteidigenden Detroit Pistons gegenüber, die zu diesem Zeitpunkt über eine der besten Verteidigungen der NBA verfügten. Parker hatte sichtlich Probleme, sich gegen den Finals-MVP des Vorjahres, Chauncey Billups, durchzusetzen und sein Zug zum Korb wurde durch den viermaligen NBA Defensive Player of the Year, Ben Wallace, erheblich erschwert. Dank der konstanten Leistungen seiner Mannschaftskameraden Tim Duncan und Manu Ginóbili schafften es die Spurs allerdings, die Finalserie 2005 nach sieben Spielen für sich zu entscheiden.
In der NBA-Saison 2005/06 wurde Parker dank seiner 18,9 Punkte pro Spiel und einer Trefferquote von 54,8 % aus dem Feld erstmals zum NBA All-Star gewählt. Die Spurs konnten 63 Siege einfahren und qualifizierten sich für die Playoffs, in denen sie jedoch schon in der zweiten Runde an den Dallas Mavericks scheiterten. In der folgenden Saison wurde Parker erneut zum All-Star gewählt. In der zweiten Runde der Playoffs trafen die Spurs auf die Phoenix Suns rund um den Hauptrunden-MVP, Steve Nash. Parker war seinem Gegenüber überlegen und spielte eine entscheidende Rolle im Vorankommen seiner Mannschaft. Nachdem sie die Utah Jazz in fünf Spielen hinter sich ließen, erkämpfte Parker mit den Spurs nach vier Spielen gegen die Cleveland Cavaliers den insgesamt vierten NBA-Meistertitel der Klubgeschichte. Wegen seiner überragenden Leistungen wurde Parker als bester Spieler der Finalserie ausgezeichnet und war somit der erste europäische Spieler, dem diese Ehre zuteilwurde.
In der NBA-Saison 2007/08 konnte Parker seinen Schnitt aus den vorhergehenden beiden Jahren halten. Die Spurs, die als drittplatziertes Team im Westen abschnitten, kämpften sich durch die ersten beiden Runden der Playoffs, mussten sich aber den Los Angeles Lakers in der Finalserie der Western Conference geschlagen geben. Die folgende Saison begann mit drei Niederlagen für die Spurs, doch im vierten Spiel sorgte Parker mit seiner Karrierebestleistung von 55 Punkten dafür, dass sich das Blatt wenden sollte. Parker wurde erneut zum All-Star gewählt und seine Mannschaft schaffte es abermals in die Playoffs. Mit 22,0 Punkte im Schnitt spielte er die individuell beste Saison seiner Karriere und führte die Spurs, vor Tim Duncan als bester Korbschütze an. In den Playoffs mussten sich die Spurs nach fünf Spielen bereits in der ersten Runde den Dallas Mavericks geschlagen geben. In der nächsten Saison, 2009/10, musste Parker verletzungsbedingt fast 30 Spiele lang aussetzen. Die Spurs schafften es dennoch in die Playoffs, aber es war erneut verfrüht Schluss für das Team aus San Antonio.
In der NBA-Saison 2010/11 hatten die Spurs die beste Siegesquote von allen Teams in der Western Conference nach der Hauptrunde (61 Siege und 21 Niederlagen), schieden jedoch bereits in der ersten Play-off-Runde gegen die Memphis Grizzlies aus. Nachdem es bis dahin zu keiner Einigung zwischen den Tarifparteien bezüglich eines neuen NBA-Tarifvertrags gegeben hatte, was zu Aussperrung der Spieler aus der Liga (sog. lockout) geführt hatte, unterschrieb Parker Anfang Oktober 2011 einen Vertrag beim französischen Verein ASVEL Lyon-Villeurbanne, dessen Mitbesitzer er ist. Ende 2011 kehrte er jedoch zu den Spurs zurück.
In seinem 826. NBA-Spiel am 10. Dezember 2012 gelang Parker erstmals ein Triple Double (27 Punkte/12 Rebounds/12 Vorlagen). Nur drei weitere Spieler, denen solches gelang, benötigten mehr als 800 Spiele: Karl Malone (860), Patrick Ewing (834) und Cedric Maxwell (824). Am Ende der Spielzeit 2012/13 erreichte er mit den Spurs die Finalserie, in der man den Miami Heat knapp unterlegen war. Auch im folgenden Jahr kam es zu dieser Finalpaarung, doch diesmal setzten sich die Spurs deutlich mit 4:1 durch, sodass Parker seine vierte Meisterschaft gewann.
Im August 2014 verlängerte Parker seinen Vertrag bei den Spurs um weitere drei Jahre. In den letzten Jahren bei den Spurs trat Parker altersbedingt kürzer und übergab immer mehr Spielanteile an Patty Mills. Mit den Spurs war er sportlich jedoch weiterhin erfolgreich.

### Charlotte Hornets (2018 bis 2019)
Nachdem seine langjährige Teamkollegen Tim Duncan und Manu Ginóbili nacheinander zurücktraten, verließ auch Parker die Spurs nach 17 Jahren und unterzeichnete einen Vertrag bei den Charlotte Hornets. Im Juni 2019 gab er das Ende seiner Spielerlaufbahn bekannt. Der Franzose erzielte in der NBA insgesamt 19 473 Punkten und lag damit zum Zeitpunkt seines Rücktritts auf dem 49. Rang der ewigen NBA-Korbjägerliste. Die San Antonio Spurs versetzten seine Rückennummer 9 am 11. November 2019 in den Ruhestand. Sie kann bei diesem Franchise zukünftig nicht mehr vergeben werden.

## Nationalmannschaftskarriere

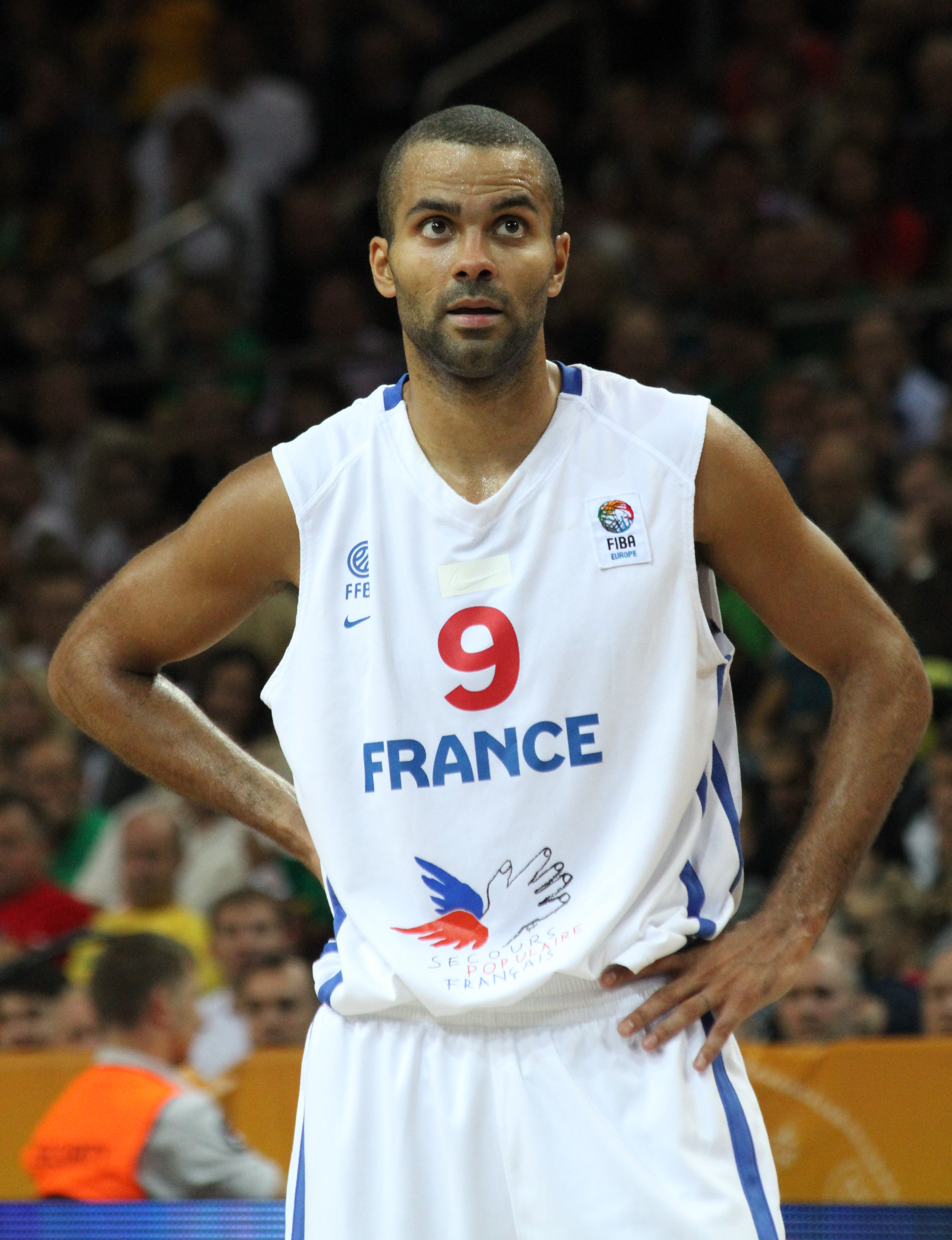
Parker im Trikot der Nationalmannschaft

Parker spielte ab 2000 für die französische Nationalmannschaft. Bei der Europameisterschaft 2011 zog er mit der Auswahl seines Heimatlandes ins Endspiel ein, Parker wurde zudem ins All-Tournament Team, die Auswahlmannschaft der fünf besten Spieler des Turniers, berufen. Bei der EM 2013 war Parker in überragender Form und führte die Franzosen zum Europameister-Titel. Er selbst erzielte die meisten Punkte aller Spieler des Turniers und wurde zum MVP gewählt. Bei der Basketball-Europameisterschaft 2015 erzielte Parker im Vorrundenspiel gegen Polen seinen 1032. Punkt, womit er den bisherigen Rekordhalter Nikos Galis überholte und fortan der Rekordkorbschütze im Europameisterschafts-Wettbewerb war. Mit den Franzosen holte er zudem die Bronzemedaille. Nach dem Viertelfinal-Aus bei den Olympischen Spielen 2016 gab er das Ende seiner Nationalmannschaftskarriere bekannt.

## Spielstil
Tony Parkers Spiel lebte von seiner Schnelligkeit. Sein Wurf, der anfänglich noch sehr unkonstant war, verbesserte sich besonders in der Saison 2005–2006 durch intensives Training. Dennoch war sein Spiel noch sehr von seinem Zug zum Korb geprägt. Tony Parker spielte auf der Position des Point Guards, die von jedem Spieler Spielübersicht und Abgeklärtheit verlangt und Tony Parker verfügte über beides schon in jungen Jahren, was nicht zuletzt durch mehrere Nominierungen als NBA All-Star belohnt wurde. Zudem verfügte Parker über einen ausgezeichneten Blick für Mitspieler. 2012/13 legte er 7,6 Assists und 20,3 Punkte auf.

## Auszeichnungen und Erfolge

### San Antonio Spurs
- 4× NBA-Champion: 2003, 2005, 2007, 2014
- NBA Finals MVP: 2007
- 6× NBA All-Star: 2006–2007, 2009, 2012, 2013, 2014
- 3× All-NBA Second Team: 2012–2014
  - All-NBA Third Team: 2009
- NBA All-Rookie First Team: 2002
- NBA Skills Challenge Champion: 2012
- NBA Shooting Stars Champion: 2006
- Rückennummer 9 wird von den Spurs nicht mehr vergeben: 11. November 2019

### Französische Nationalmannschaft
- Europameister 2013
- Vize-Europameister 2011
- Europameister-Dritter 2005 und 2015
- MVP der Europameisterschaft 2013
- 2× Topscorer bei Europameisterschaften: 2011, 2013

### Weitere
- Französischer Champion des champions (L’Équipe): 2003, 2013
- FIBA Europe Player of the Year Award: 2013, 2014

Anlässlich seines Rücktritts im Juni 2019 wurde Tony Parker als der beste Spieler in der Geschichte des französischen Basketballsports bezeichnet. 2023 wurde er als Spieler in die Naismith Memorial Basketball Hall of Fame aufgenommen.

## Privates
Sein Vater Tony Parker Sr. war ein afroamerikanischer Profi-Basketballer und spielte 15 Jahre in Europa. Seine Mutter Pamela Firestone stammt aus den Niederlanden. Parker wurde im belgischen Brügge geboren, wuchs jedoch in Frankreich auf. Er hat zwei jüngere Brüder, Terence J. und Pierre, die ebenfalls Basketball spielen. Parkers Patenonkel war der 1999 verstorbene ehemalige französische Nationalspieler Jean-Pierre Staelens.
Tony Parker war vom 7. Juli 2007 bis zum 28. Januar 2011 mit der Schauspielerin Eva Longoria verheiratet. Die Hochzeit fand in Paris statt. Sie lernten sich im November 2004 kennen und hielten ihre Beziehung ein dreiviertel Jahr geheim. Im Sommer 2013 gab Parker seine Verlobung mit seiner Freundin Francine bekannt. Die beiden waren zu diesem Zeitpunkt seit zwei Jahren ein Paar.
Bei der Eröffnungsfeier der Olympischen Spiele 2024 in Paris gehörte Parker zu den Trägern der olympischen Fackel.

## Unternehmerische Tätigkeit
2009 übernahm Parker in zwei Etappen 20 Prozent der Anteile des französischen Erstligavereins ASVEL Villeurbanne und wurde Vizepräsident des Klubs. Gleichzeitig kündigte er sein Vorhaben an, den Klub „zu einem der größten in Europa“ machen zu wollen. 2014 wurde Parker Mehrheitsaktionär und Präsident von ASVEL. Da er aufgrund seiner Verpflichtungen als Spieler der San Antonio Spurs nur in der spielfreien Zeit in Frankreich weilen kann, setzte er seinen Jugendfreund, den Geschäftsmann und ehemaligen Basketball-Profi Gaëtan Muller, als „delegierten Präsidenten“ ein. Im September 2015 gab Parker den Aufbau einer nach ihm benannten Basketball-Akademie in Lyon bekannt. Im Juli 2016 wurden die Pläne für den Bau einer neuen, ausschließlich privat finanzierten Heimspielstätte ASVELs mit 10.500 Zuschauerplätzen in der Nähe der bisherigen Halle „Astroballe“ in Villeurbanne veröffentlicht. Der zunächst in Villeurbanne vorgesehene Hallenneubau wurde nicht umgesetzt, stattdessen tat sich Parker mit Olympique Lyon zusammen, um eine neue Halle in Décines-Charpieu zu errichten.
Im März 2017 wurde Parkers Übernahme der Mehrheitsanteile am französischen Damen-Erstligisten Lyon Basket sowie des Präsidentenamtes des Vereins nach Ablauf des Geschäftsjahres 2016/17 bekannt gegeben. Zudem ist Parker Repräsentant der OL Groupe (Kapitalgesellschaft des Fußballvereins Olympique Lyon) in den Vereinigten Staaten, die Ende 2019 89,5 % des Kapitals des Reign FC mit einem Wert von gut 3,1 Millionen US-Dollar erwarb. In diesem Zusammenhang sicherte Parker sich ebenfalls rund 3 % der Anteile des Frauen-Profiligisten aus der Region um Seattle. Im Februar 2020 wurde bekannt gegeben, dass Parker einen Sitz im Verwaltungsrat der OL Groupe erhält und sich neben der Entwicklung des Unternehmens in den Vereinigten Staaten auch um die Beziehungen nach China kümmert. Im Juli 2020 wurde seine Aufnahme in den Verwaltungsrat amtlich.

## Politisches
Tony Parker verwendete im Jahr 2010 bei einem Jubel in einem NBA-Spiel der San Antonio Spurs den Quenelle-Gruß, welcher als Geste in Verbindung mit rechtsextremem Gedankengut verwendet wird. Nach Bekanntwerden des entsprechenden Fotos im Jahr 2013 entschuldigte er sich umgehend: „Seit ich mir über die Ernsthaftigkeit dieser Geste bewusst bin, werde ich diese nicht wieder zeigen und entschuldige mich zutiefst für jegliches Missverständnis oder jeden Schaden, den ich mit meinen Handlungen verursacht habe“, sagte Parker in einer Stellungnahme. Zuvor hatte Rabbi Abraham Cooper vom Simon Wiesenthal Center Parker für die „abscheuliche und gefährliche“ Geste verurteilt und zu einer Entschuldigung aufgefordert.

## Karriere Statistiken
| Legende | Legende                                        | Legende | Legende                                                     | Legende | Legende                                          |
| ------- | ---------------------------------------------- | ------- | ----------------------------------------------------------- | ------- | ------------------------------------------------ |
| GP      | Absolvierte Spiele (Games played)              | GS      | Spiele von Beginn an (Games started)                        | MPG     | Absolvierte Minuten pro Spiel (Minutes per game) |
| FG %    | Wurfquote aus dem Feld (Field-goal percentage) | 3P %    | Wurfquote Drei-Punkte-Würfe (3-point field-goal percentage) | FT %    | Freiwurfquote (Free-throw percentage)            |
| RPG     | Rebounds pro Spiel (Rebounds per game)         | APG     | Assists pro Spiel (Assists per game)                        | SPG     | Steals pro Spiel (Steals per game)               |
| BPG     | Blocks pro Spiel (Blocks per game)             | PPG     | Punkte pro Spiel (Points per game)                          | FETT    | Karriere-Bestmarke                               |

### Regular Season
| Saison   | Team        | GP   | GS   | MPG  | FG % | 3P % | FT %  | RPG | APG | SPG | BPG | PPG  |
| -------- | ----------- | ---- | ---- | ---- | ---- | ---- | ----- | --- | --- | --- | --- | ---- |
| 2001-02  | San Antonio | 77   | 72   | 29.4 | .419 | .323 | .675  | 2.6 | 4.3 | 1.2 | 0.1 | 9.2  |
| 2002-03  | San Antonio | 82   | 82   | 33.8 | .464 | .337 | .755  | 2.6 | 5.3 | 0.9 | 0.0 | 15.5 |
| 2003–04  | San Antonio | 75   | 75   | 34.4 | .447 | .312 | .702  | 3.2 | 5.5 | 0.8 | 0.1 | 14.7 |
| 2004–05  | San Antonio | 80   | 80   | 34.2 | .482 | .276 | .650  | 3.7 | 6.1 | 1.2 | 0.1 | 16.6 |
| 2005–06  | San Antonio | 80   | 80   | 33.9 | .548 | .306 | .707  | 3.3 | 5.8 | 1.0 | 0.1 | 18.9 |
| 2006–07  | San Antonio | 77   | 77   | 32.5 | .520 | .395 | .783  | 3.2 | 5.5 | 1.1 | 0.1 | 18.6 |
| 2007–08  | San Antonio | 69   | 68   | 33.5 | .494 | .258 | .715  | 3.2 | 6.0 | 0.8 | 0.1 | 18.8 |
| 2008–09  | San Antonio | 72   | 71   | 34.1 | .506 | .292 | .782  | 3.1 | 6.9 | 0.9 | 0.1 | 22.0 |
| 2009–10  | San Antonio | 56   | 50   | 30.9 | .487 | .294 | .756  | 2.4 | 5.7 | 0.5 | 0.1 | 16.0 |
| 2010–11  | San Antonio | 78   | 78   | 32.4 | .519 | .357 | .769  | 3.1 | 6.6 | 1.2 | 0.0 | 17.5 |
| 2011–12  | San Antonio | 60   | 60   | 32.1 | .480 | .230 | .799  | 2.9 | 7.7 | 1.0 | 0.1 | 18.3 |
| 2012–13  | San Antonio | 66   | 66   | 32.9 | .522 | .353 | .845  | 3.0 | 7.6 | 0.8 | 0.1 | 20.3 |
| 2013–14  | San Antonio | 68   | 68   | 29.4 | .499 | .373 | .811  | 2.3 | 5.7 | 0.5 | 0.1 | 16.7 |
| 2014–15  | San Antonio | 68   | 68   | 28.7 | .486 | .427 | .783  | 1.9 | 4.9 | 0.6 | 0.0 | 14.4 |
| 2015–16  | San Antonio | 72   | 72   | 27.5 | .493 | .415 | .760  | 2.4 | 5.3 | 0.8 | 0.2 | 11.9 |
| 2016–17  | San Antonio | 63   | 63   | 25.2 | .466 | .333 | .726  | 1.8 | 4.5 | 0.5 | 0.0 | 10.1 |
| 2017–18  | San Antonio | 55   | 21   | 19.5 | .459 | .270 | .705  | 1.7 | 3.5 | 0.5 | 0.0 | 7.7  |
| 2018–19  | Charlotte   | 56   | 0    | 17.9 | .460 | .255 | .734  | 1.5 | 3.7 | 0.4 | 0.1 | 9.5  |
| Gesamt   | Gesamt      | 1254 | 1151 | 30.5 | .491 | .324 | .751  | 2.7 | 5.6 | 0.8 | 0.1 | 15.5 |
| All-Star | All-Star    | 6    | 0    | 18.3 | .522 | .167 | 1.000 | 1.8 | 4.7 | 0.8 | 0.1 | 8.8  |

### Playoffs
| Saison  | Team        | GP  | GS  | MPG  | FG % | 3P % | FT %  | RPG | APG | SPG | BPG | PPG  |
| ------- | ----------- | --- | --- | ---- | ---- | ---- | ----- | --- | --- | --- | --- | ---- |
| 2001-02 | San Antonio | 10  | 10  | 34.1 | .456 | .370 | .750  | 2.9 | 4.0 | 0.9 | 0.1 | 15.5 |
| 2002-03 | San Antonio | 24  | 24  | 33.9 | .403 | .268 | .713  | 2.8 | 3.5 | 0.9 | 0.1 | 14.7 |
| 2003–04 | San Antonio | 10  | 10  | 38.6 | .429 | .395 | .657  | 2.1 | 7.0 | 1.3 | 0.1 | 18.4 |
| 2004–05 | San Antonio | 23  | 23  | 37.3 | .454 | .188 | .632  | 2.9 | 4.3 | 0.7 | 0.1 | 17.2 |
| 2005–06 | San Antonio | 13  | 13  | 36.5 | .460 | .222 | .810  | 3.6 | 3.8 | 1.0 | 0.1 | 21.1 |
| 2006–07 | San Antonio | 20  | 20  | 37.6 | .480 | .333 | .679  | 3.4 | 5.8 | 1.1 | 0.0 | 20.8 |
| 2007–08 | San Antonio | 17  | 17  | 38.5 | .497 | .350 | .753  | 3.7 | 6.1 | 0.9 | 0.1 | 22.4 |
| 2008–09 | San Antonio | 5   | 5   | 36.2 | .546 | .214 | .710  | 4.2 | 6.8 | 1.2 | 0.2 | 28.6 |
| 2009–10 | San Antonio | 10  | 2   | 33.5 | .474 | .667 | .595  | 3.8 | 5.4 | 0.6 | 0.0 | 17.3 |
| 2010–11 | San Antonio | 6   | 6   | 36.8 | .462 | .125 | .756  | 2.7 | 5.2 | 1.3 | 0.3 | 19.7 |
| 2011–12 | San Antonio | 14  | 14  | 36.1 | .453 | .333 | .807  | 3.6 | 6.8 | 0.9 | 0.0 | 20.1 |
| 2012–13 | San Antonio | 21  | 21  | 36.4 | .458 | .355 | .777  | 3.2 | 7.0 | 1.1 | 0.1 | 20.6 |
| 2013–14 | San Antonio | 23  | 23  | 31.3 | .486 | .371 | .729  | 2.0 | 4.8 | 0.7 | 0.1 | 17.4 |
| 2014–15 | San Antonio | 7   | 7   | 30.0 | .363 | .000 | .588  | 3.3 | 3.6 | 0.3 | 0.0 | 10.9 |
| 2015–16 | San Antonio | 10  | 10  | 26.4 | .449 | .250 | .857  | 2.2 | 5.3 | 0.6 | 0.2 | 10.4 |
| 2016–17 | San Antonio | 8   | 8   | 26.4 | .526 | .579 | 1.000 | 2.5 | 3.1 | 0.5 | 0.0 | 15.9 |
| 2017–18 | San Antonio | 5   | 0   | 13.4 | .378 | .000 | .714  | 0.8 | 1.2 | 0.4 | 0.0 | 6.6  |
| Gesamt  | Gesamt      | 226 | 213 | 34.3 | .461 | .309 | .731  | 2.9 | 5.1 | 0.9 | 0.1 | 17.9 |